# Rua de Nanquim
A Rua de Nanquim (chinês: 南京路, pinyin: Nánjīng Lù) é a principal artéria comercial de Xangai, na China, e uma das mais movimentadas ruas comerciais do mundo. O seu nome advém da cidade de Nanquim, capital da província de Jiangsu, nos arredores de Xangai. Hoje em dia a Rua de Nanquim é constituída por duas secções, a Rua de Nanquim Oriental e a Rua de Nanquim Ocidental, separadas pela Praça do Povo. Em alguns contextos, a "Rua de Nanquim" refere-se apenas à rua anterior a 1945, hoje em dia a Rua de Nanquim Oriental, pedestre na sua maior parte.

## Localização
A Rua de Nanquim localiza-se no centro da cidade de Xangai, desenvolvendo-se no sentido oeste-este. A sua secção oriental (南京东路) localiza-se no Distrito de Huangpu, estendendo-se desde o Bund ocidental até à Praça do Povo. A secção ocidental (南京西路) tem início na Praça do Povo, continuando para ocidente em direção ao Distrito de Jing'an.

## História

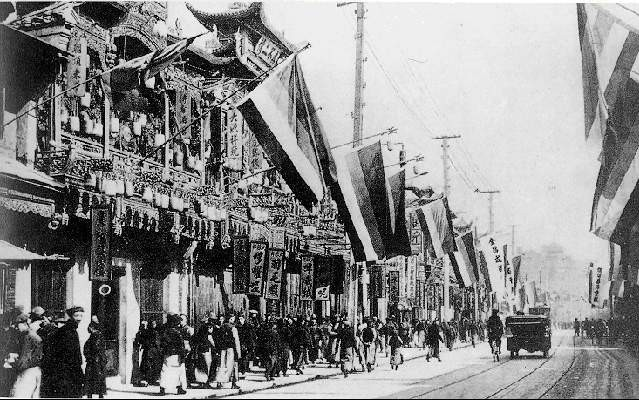
A Rua de Nanquim em 1911 após a Revolução Xinhai, cheia de Bandeiras de Cinco Cores da República, então usadas pelos revolucionários

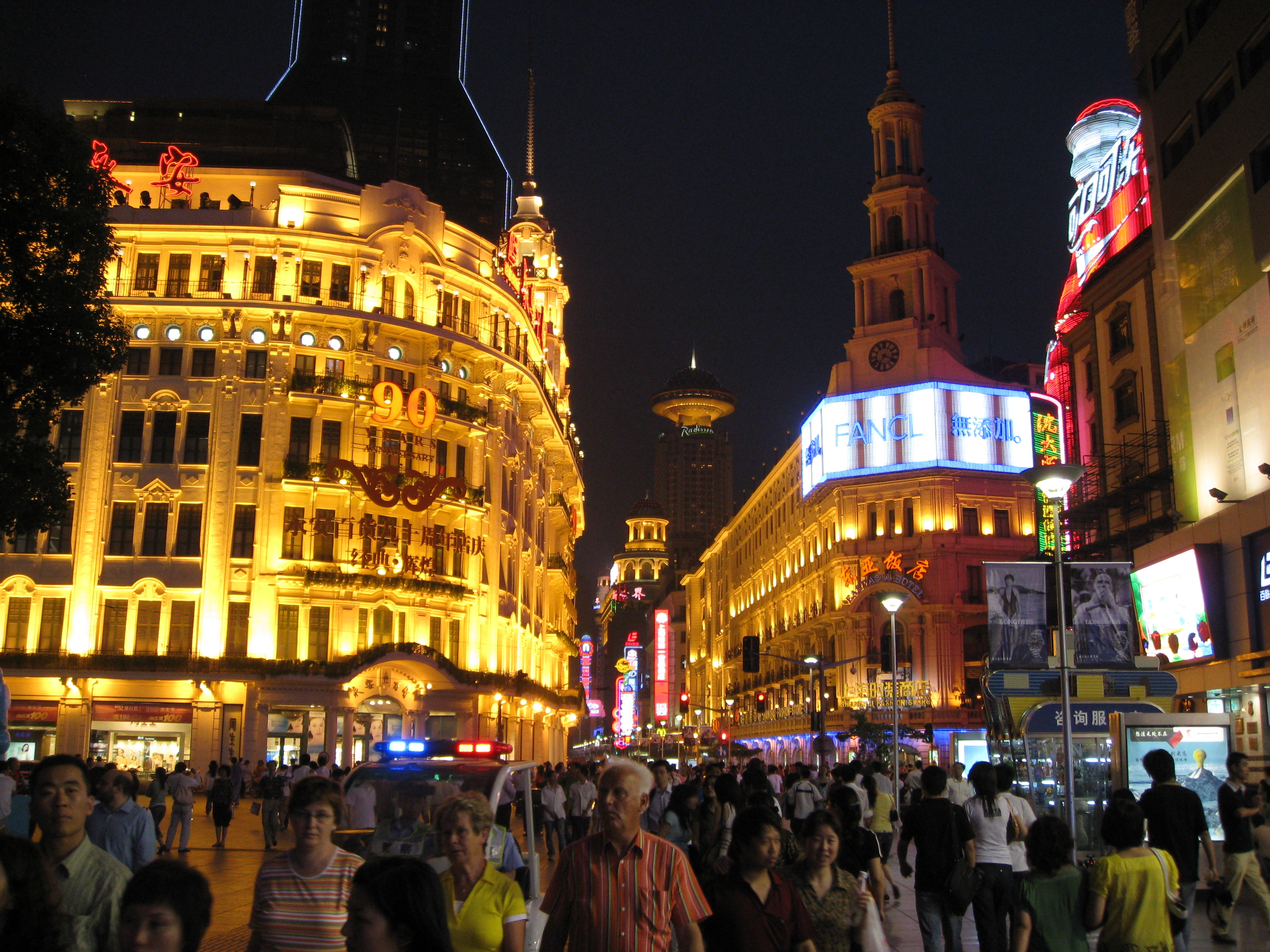
Rua de Nanquim à noite

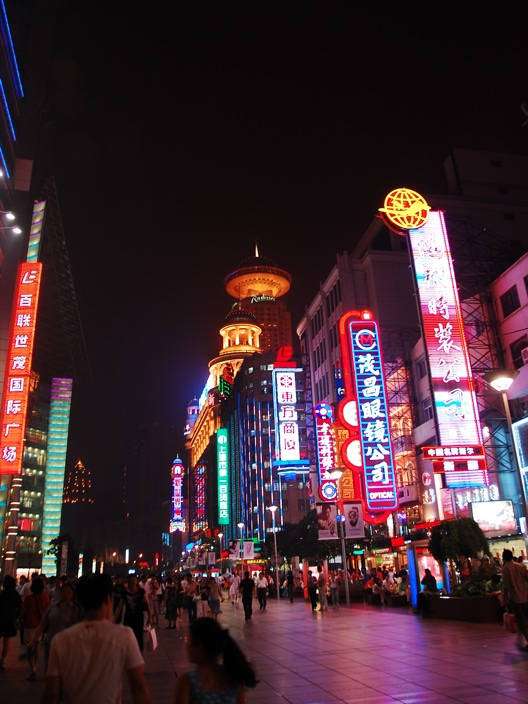
Rua de Nanquim à noite

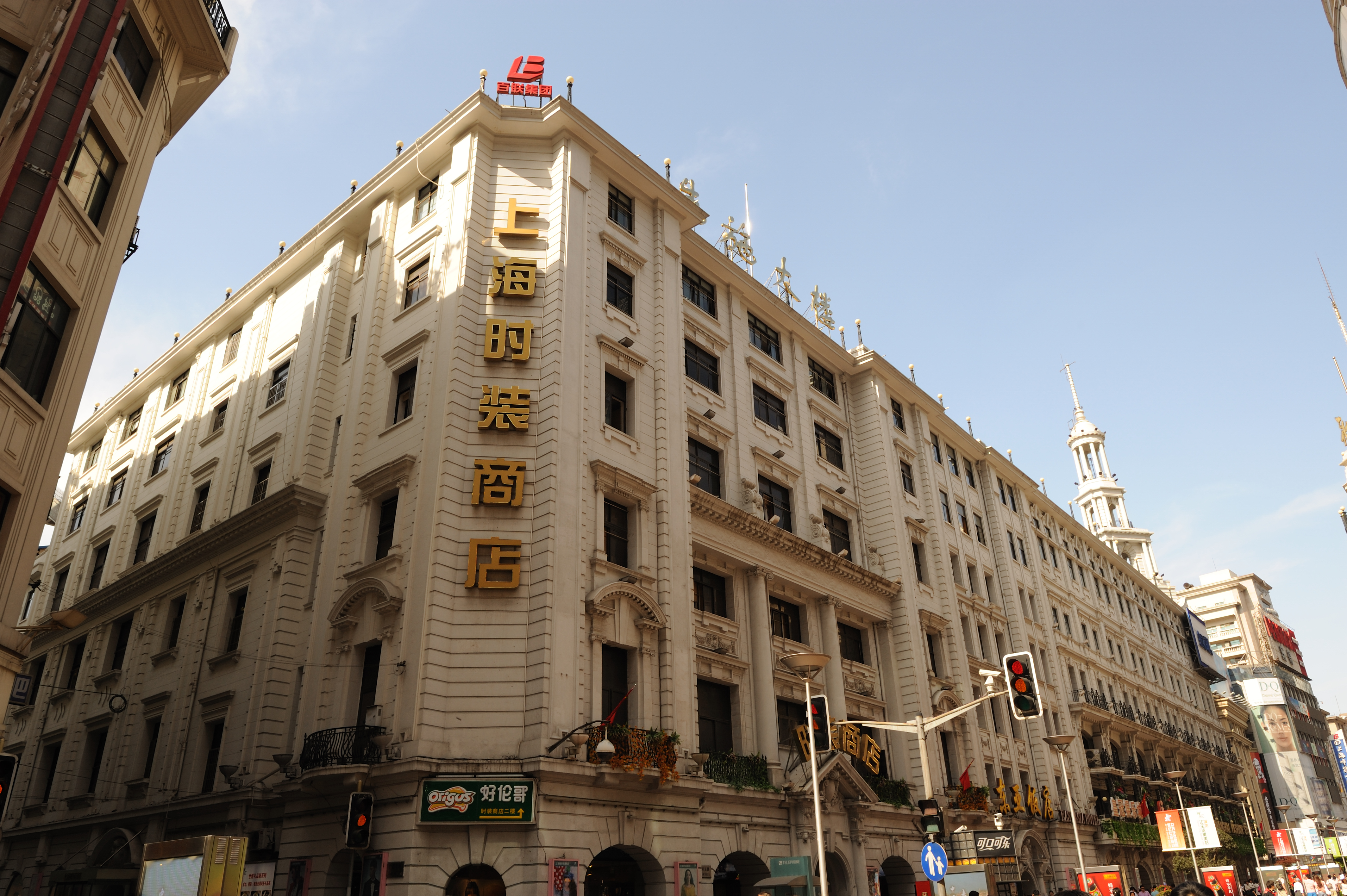
Edifício na Rua de Nanquim

A história da Rua de Nanquim recua até o ano de 1845, quando era chamada “Park Lane”, estendendo-se do Bund até à rua He’nan. Em 1854 foi ampliada até à Rua Zhejiang e, oito anos depois, novamente ampliada até à Rua Xizang. Em 1862 foi formalmente chamada de "Rua de Nanquim" pelo Conselho Municipal que administrava a Concessão Internacional de Xangai. Em chinês era habitualmente conhecida por Rua Principal (大马路). Cerca de 1930 era uma rua muito movimentada, com pelo menos um casino (provavelmente no nº 181).[carece de fontes?] Em 1943 a Concessão Internacional foi anulada e, após a Segunda Guerra Mundial, o governo alterou-lhe o nome de Rua de Nanquim para "Rua de Nanquim Oriental", ao mesmo tempo que renomeava a antiga Rua do Poço Borbulhante para "Rua de Nanquim Ocidental", tomando as duas ruas o nome geral de "Rua de Nanquim", compreendendo cinco quilómetros de extensão total.
No início do século XX, oito grandes armazéns estabeleceram-se ao longo desta rua, assim como uma série de franchisings.
A 23 de Agosto de 1937 foi lançada uma bomba por um avião chinês sobre a Rua de Nanquim, numa tentativa de aliviar a sua carga, sendo perseguido por aviões japoneses. A bomba atingiu dois grandes armazéns, matando 612 pessoas e ferindo outras 482.
Em 2000, como parte de um plano de desenvolvimento levado acabo pela administração local, a Rua de Nanquim foi renovada de modo a tornar-se numa característica rua pedonal. A largura é de cerca de 28 metros, e o comprimento total de 1.200 metros, estendendo-se desde o meio da Rua He'nan até o meio da Rua Xizang.
Em 2007, as administrações de Jingan e Huangpu concordaram em coordenar as suas políticas por forma a promover o desenvolvimento da Rua de Nanquim, através do lançamento de um só comité. Este acordo seguiu-se a um pedido do comité dos Campos Elísios, com a perspectiva de um tratado de amziande entra as duas famosas artérias.